# Kim Yeong-hyeon
Kim Yeong-hyeon (3 de febrero de 1955, Changwon, Corea del Sur-9 de mayo de 2025) fue un poeta, novelista y editor surcoreano.

## Biografía
Como muchos intelectuales de la época, Kim Yeong-hyeon fue víctima de la opresión durante los 30 años de la dictadura. En 1977 todavía estaba en la universidad cuando fue arrestado por su participación en el movimiento estudiantil. Nada más salir de la cárcel tras cumplir una sentencia de dos años, fue reclutado por el ejército. No fue hasta finales de la década de 1980 en que Kim Yeong-hyeon y otros escritores pudieron por fin publicar, a posteriori, historias acerca de las atrocidades cometidas por la dictadura militar. Su primera colección de relatos cortos titulada Un río profundo fluye lejos es producto de la dolorosa experiencia del escritor en aquel periodo. Ha sido el editor de la popular publicación trimestral Silcheonmunhak.

## Obra
Aunque los llamados "relatos de la dictadura" perdieron la popularidad de que gozaban años atrás, Kim Yeong-hyeon continuó escribiendo sobre la gente que sufrió, luchó y murió durante la opresión política. Pensaba que no nos gusta hablar sobre el pasado no porque el mundo haya cambiado y ya no haya necesidad de hablar de lo que ocurrió, sino porque hemos cambiado y olvidado nuestro pasado. Para él el pasado no es una simple herramienta para justificar las circunstancias del presente, sino los cimientos de nuestra vida actual.
Los libros de Kim Yeong-hyeon son el testamento de su firme compromiso con la historia moderna de Corea. Como artista, ha servido como voz del pueblo victimizado por las circunstancias históricas. Pensaba que la literatura se funda, se crea y se manifiesta en la realidad, y que solo este tipo de literatura puede curar las almas heridas.

## Obras en coreano (lista parcial)
Recopilaciones de relatos cortos:
- Un río profundo fluye lejos (1990)
- De camino a Haenam (1992)

Novelas:
- Amor joven (1993)
- La fuerte nevada (2002)

Recopilaciones de poesía:
- Mar de invierno (1988)
- Postal del mar del sur (1994)

Libros para niños:
- Aventura de Ttolgae (2000)